# Norddeutsche Zeitung (DDR)
Die Norddeutsche Zeitung war eine regionale Tageszeitung in Schwerin. Sie erschien von 1946 bis 1991 als Organ der Liberal-Demokratische Partei Deutschlands für die Bezirke Rostock, Schwerin und Neubrandenburg.

## Geschichte
Die Norddeutsche Zeitung erschien erstmals am 4. März 1946 als Regionalzeitung für Mecklenburg und Vorpommern. Die Chefredaktion und der Verlag befanden sich in Schwerin, es gab Regionalbeilagen für die Bezirke Rostock, Schwerin und Neubrandenburg. (Weitere regionale Zeitungen der LDPD waren die Liberal-Demokratische Zeitung für Sachsen-Anhalt, die Thüringische Landeszeitung und das Sächsische Tageblatt, Zentralorgan war Der Morgen). 
Die Zeitung  erreichte eine Auflage von 20.846 Exemplaren täglich. Diese war absichtlich begrenzt. (Zum Vergleich: Die Schweriner Volkszeitung der SED hatte 1946 eine Auflage von 100.000, 1947 etwa 170.000). 
Die Zeitung nutzte vor allem in den ersten Jahren die Möglichkeiten einer etwas liberaleren Berichterstattung.
Am 31. August 1991 erschien die letzte Ausgabe der Norddeutschen Zeitung, danach wurde ihr Erscheinen eingestellt.

## Mitarbeiter
Chefredakteure
- Hans-Gotthilf Strasser, 1946, erster Chefredakteur
- Helmut Bulle
- Herbert Exner, 1951–1953.
- Günter Grasmeyer, –1991, letzter Chefredakteur.

Weitere Mitarbeiter
- Heinz Thormann, 1946–1949
- Karl-Hermann Flach, 1949, politischer Redakteur
- Dieter W. Angrick, 1955–1991, verantwortlicher Redakteur des Norddeutschen Leuchtturms
- Heike Jehnichen, um 1976, Redakteurin

## Norddeutscher Leuchtturm
Besonderer Beliebtheit unter den Lesern der Norddeutschen Zeitung erfreute sich die dem Blatt freitags beiliegende landeskundliche Wochenendbeilage Norddeutscher Leuchtturm mit hoch- und niederdeutschen Beiträgen aus der kulturellen und literarischen Vergangenheit und Gegenwart Mecklenburgs.
Die Nr. 1 des Leuchtturms erschien am 30./31. Oktober 1952, als letzte Ausgabe die Nr. 2002 im Jahr 1991. Verantwortlicher Redakteur des Leuchtturms war vom 1. September 1955 bis zum Ende am 31. August 1991 Dieter W. Angrick, der in 36 Jahren etwa 1800 Ausgaben mit mehr als 6500 eigenen Beiträgen produziert hat.